# Radlje ob Dravi
Radlje ob Dravi (in tedesco Mahrenberg an der Drau) è un comune di 6 277 abitanti della Carinzia slovena, nella Slovenia settentrionale, tramite il Passo di Radelj si raggiunge il comune austriaco di Aibl.
Il comune si chiamava anche in sloveno Marenberg fino al 1952. Fino alla fine della seconda guerra mondiale la sua popolazione era in maggioranza tedesca. Storicamente non fece mai parte della Carinzia, ma della Stiria.

## Geografia antropica

### Suddivisioni amministrative
Il comune è diviso in 13 insediamenti (naselja) di seguito elencati.
- Brezni Vrh
- Dobrava
- Radelca
- Remšnik
- Šent Janž pri Radljah
- Spodnja Orlica
- Spodnja Vižinga
- Sveti Anton na Pohorju
- Sveti Trije Kralji
- Vas
- Vuhred
- Zgornja Vižinga
- Zgornji Kozji Vrh